# 610 Valeska
A 610 Valeska egy a Naprendszer kisbolygói közül, amit Max Wolf fedezett fel 1906. szeptember 26-án.